# BS朝日
BS朝日（ビーエスあさひ、BS朝日、BS Asahi）為日本的衛星電視業者，是朝日電視台及全日本新聞網（ANN）的關聯企業。公司成立於1998年12月，頻道於2000年12月1日開播。
2013年11月11日起，本部搬遷至東京都六本木新城森大樓16樓。

## 收看方法
衛星電視：151頻道
Remote Control Key ID（遙控器頻道）：5

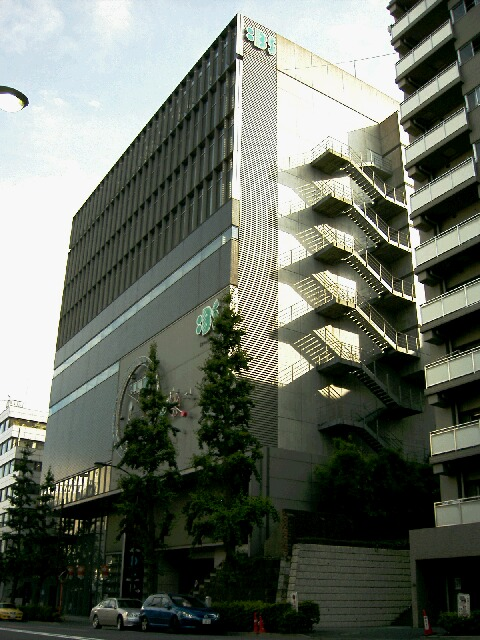
原BS大樓，現為田村駒東京本社大樓，到2013年11月11日之前是BS朝日所用。

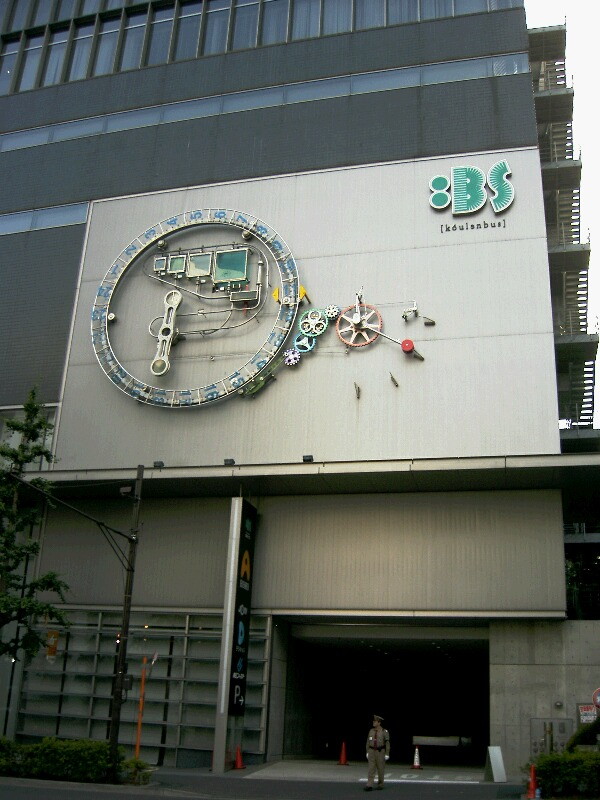
田村駒東京本社大樓(原BS大樓)的停車場入口

## 外部連結
- BS朝日（页面存档备份，存于）